# Bonita Banana Sporting Club
Bonita Banana Sporting Club, más conocido como Bonita Banana, es un equipo de fútbol profesional del cantón Pasaje, Provincia de El Oro, Ecuador. Fue fundado en 1971 por Roberto Villarreal bajo el nombre de Club Deportivo Carmen Mora de Encalada hasta 1977, para luego llamarse Bonita Banana Futbol Club. Luego de años de ascensos y descensos, el club desapareció en 1987, después de su última participación en la Segunda Categoría Provincial.
Después de 33 años, el club fue refundado y vuelve a la actividad del fútbol, ahora con el nombre de Bonita Banana Sporting Club, participando en la Segunda Categoría de la provincia de El Oro en el 2020.
Actualmente juega en la Segunda Categoría de Ecuador.
Es afiliado a la Asociación de Fútbol Profesional de El Oro.

## Historia

### Primeros años en el fútbol

#### Fundación e inicios como Carmen Mora de Encalada (1971 - 1977)
Fue fundado en 1971 en el cantón Pasaje por estudiantes y profesores del colegio que dio nombre al equipo, cuyo rector era Carlos Falquez Batallas, personaje político y deportivo de esa provincia.
Tras jugar en los torneos de la provincia de El Oro en 1973, consiguió su ascenso a la Serie B del campeonato nacional, luego de convertirse en el primer campeón provincial, superando en la final al Audaz Octubrino, ganando ambos partidos.

#### Años de protagonismo como Bonita Banana Futbol Club (1978 - 1979)
En 1978 el equipo pasó a llamarse Bonita Banana Futbol Club, y reforzó su plantilla con jugadores de gran nivel para disputar la Serie B de ese año, lo que le sirvió para a mitad de temporada ascender a la Serie A partir de la segunda parte del mismo año, luego de quedar campeón por segunda vez en su historia, ubicándose en el primer lugar de la tabla de posiciones, a tan solo un punto de diferencia del Unión Deportiva Valdez y del América de Quito, sus inmediatos seguidores.
Una vez instalado en la segunda etapa de Serie A, el equipo hizo una gran participación en su vida institucional, al ganar todos sus partidos en condición de local ante equipos como Barcelona, Emelec, Deportivo Quito y El Nacional. El equipo estuvo cerca de clasificar al cuadrangular final por el título, pero fue derrotado por la Universidad Católica en la última fecha del torneo, dejando a los bananeros fuera de las finales, ubicándose en el quinto lugar de la segunda etapa con 22 puntos, mismos puntos que también consiguieron Emelec y Técnico Universitario. Su técnico interino fue Jorge Jara.

#### Últimos años y desaparición (1980 - 1987)
En 1980, Bonita Banana quedó octavo en la primera etapa y último en la segunda, con lo que fue penado para disputar una promoción de no descenso ante Liga Deportiva Estudiantil de Guayaquil, que fue último en la primera etapa. Al final los orenses ganaron la ronda y lograron mantener la categoría. Para 1981, el equipo tuvo una participación regular, terminando octavo en la primera etapa, tercero en la segunda, y quinto en la acumulada, pero debido al reglamento de la Serie B de esa temporada, tenía que disputar una promoción de ascenso y permanencia a causa su ubicación en la acumulada, ante Deportivo Quevedo, Macará, Deportivo del Valle y LDE, este último como campeón de la Segunda Categoría de ese mismo año. Los orenses terminaron penúltimos en la promoción, por lo que descendieron a la Segunda Categoría.

### Refundación y nuevos logros (2020-presente)
Un grupo de pasajeños, entre ellos, el alcalde de aquel entonces, el arquitecto Cesar Encalada y varios empresarios, como el ingeniero Antonio Jara, tomaron la decisión de refundar a este club de la provincia de El Oro, logrando los campeonatos 2020, 2021, 2022 y 2023, siendo el tetracampeón orense en estos años resalta la presencia de Holger Matamoros Gloria del balompié ecuatoriano.

## Rivalidades
Desde la temporada 2020, donde vino la primera participación en torneos provinciales del Bonita Banana en su nueva etapa, se formó una rivalidad con el otro equipo pasajeño, Cantera Jubones. Ambos clubes comparten los mismos colores representativos del cantón Pasaje; de igual manera usan el mismo recinto para sus partidos de local, el estadio Carlos Falquez Batallas.
La rivalidad creció desde el primer torneo provincial, dando como resultado cuatro títulos consecutivos para Bonita Banana S.C. y al momento, el club rojo nunca ha podido derrotar a Bonita Banana. 
A continuación se muestra el historial de partidos entre ambas instituciones.

### Campeonatos nacionales
| Número | Fecha | Campeonato                       | Equipo local    | Equipo visitante | Resultado | Estadio                    |
| ------ | ----- | -------------------------------- | --------------- | ---------------- | --------- | -------------------------- |
| 1      | 2020  | Segunda Categoría de El Oro 2020 | Cantera Jubones | Bonita Banana    | 0–0       | Complejo de la AFO         |
| 2      | 2020  | Segunda Categoría de El Oro 2020 | Bonita Banana   | Cantera Jubones  | 2–0       | Complejo de la AFO         |
| 3      | 2022  | Segunda Categoría de El Oro 2022 | Bonita Banana   | Cantera Jubones  | 4–0       | Carlos Falquez Batallas    |
| 4      | 2022  | Segunda Categoría de El Oro 2022 | Cantera Jubones | Bonita Banana    | 1–3       | Carlos Falquez Batallas    |
| 5      | 2023  | Segunda Categoría de El Oro 2023 | Bonita Banana   | Cantera Jubones  | 3–0       | Carlos Falquez Batallas    |
| 6      | 2023  | Segunda Categoría de El Oro 2023 | Cantera Jubones | Bonita Banana    | 0–4       | José María Mora (El Guabo) |
| 7      | 2024  | Segunda Categoría de El Oro 2024 | Bonita Banana   | Cantera Jubones  | 2–1       | Carlos Falquez Batallas    |
| 8      | 2024  | Segunda Categoría de El Oro 2024 | Cantera Jubones | Bonita Banana    | 1–4       | Carlos Falquez Batallas    |
| 9      | 2025  | Segunda Categoría de El Oro 2025 | Cantera Jubones | Bonita Banana    | 1–1       | Carlos Falquez Batallas    |
| 10     | 2025  | Segunda Categoría de El Oro 2025 | Bonita Banana   | Cantera Jubones  | 1–1       | Carlos Falquez Batallas    |

## Datos del club
- Puesto histórico: 33.° (35.° según la RSSSF)[2]
- Temporadas en Serie A: 5 (1975-I, 1976-II-1977, 1978-II-1979-I).[3]
- Temporadas en Serie B: 7 (1974, 1975-II-1976-I, 1978-I, 1979-II-1981).[3]
- Temporadas en Segunda Categoría: 13 (1973, 1982-1987, 2020-presente).
- Mejor puesto en la liga: 8.° (1977).[4]
- Peor puesto en la liga: 12.° (1975 y 1979).
- Mayor goleada a favor en torneos nacionales:
  - 4 - 1 contra Deportivo Quito (1976).[5]
- Mayor goleada en contra en torneos nacionales:
  - 5 - 0 contra Liga de Quito (1977).[6]
- Máximo goleador histórico:
- Máximo goleador en torneos nacionales:
- Primer partido en torneos nacionales:
  - Liga Deportiva Universitaria de Portoviejo 2 - 1 Carmen Mora (en 1975 en el Estadio Reales Tamarindos).[7]

## Palmarés

### Torneos nacionales
| Competición            | Títulos         | Subcampeonatos |
| ---------------------- | --------------- | -------------- |
| Serie B de Ecuador (2) | 1976-I, 1978-I. |                |

### Torneos provinciales
| Competición                       | Títulos                             | Subcampeonatos |
| --------------------------------- | ----------------------------------- | -------------- |
| Segunda Categoría de El Oro (6/0) | 1973, 1985, 2020, 2021, 2022, 2023. |                |